# Ktetor

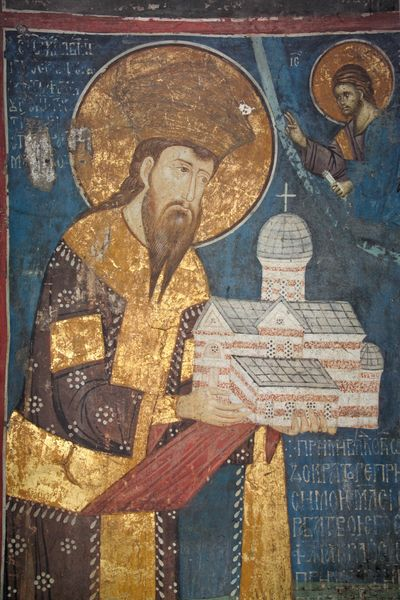
Fresco de Esteban Dečanski en el Monasterio de Visoki Dechani teniendo un pequeño monasterio en sus manos; esto significa que era el ktitor del monasterio.

Ktetor (en griego: κτήτωρ) o ktitor (en cirílico: ктитор; georgiano: ქტიტორი; rumano: ctitor), que significa «fundador», era un título dado en la Edad Media al proveedor de fondos para la construcción o reconstrucción de una iglesia o monasterio ortodoxo, por la adición de iconos, frescos, y otras obras de arte. Fue utilizado en el ámbito bizantino. Un equivalente católico del término era donante. Como parte de la fundación el ktetor con frecuencia emitía un typikon (libro litúrgico), y era ilustrado en los frescos («retrato del ktetor»). La forma femenina es ktetorissa (en griego: κτητόρισσα) o ktitoritsa (en cirílico: ктиторица).